# Вільямайор-де-Гальєго
Вільямайор-де-Гальєго (ісп. Villamayor de Gállego) — муніципалітет в Іспанії, у складі автономної спільноти Арагон, у провінції Сарагоса. Населення — 2888 осіб (2010).
Муніципалітет розташований на відстані близько 280 км на північний схід від Мадрида, 9 км на північний схід від Сарагоси.